# Uczep śląski
Uczep śląski (Bidens radiata Thuill.) – gatunek rośliny z rodziny astrowatych. Występuje w strefie umiarkowanej Eurazji na obszarze od Francji i Włoch w Europie po Sachalin i Półwysep Koreański w Azji. W Polsce jest gatunkiem rzadkim; rośnie na zachodzie i południowym zachodzie kraju.

## Morfologia

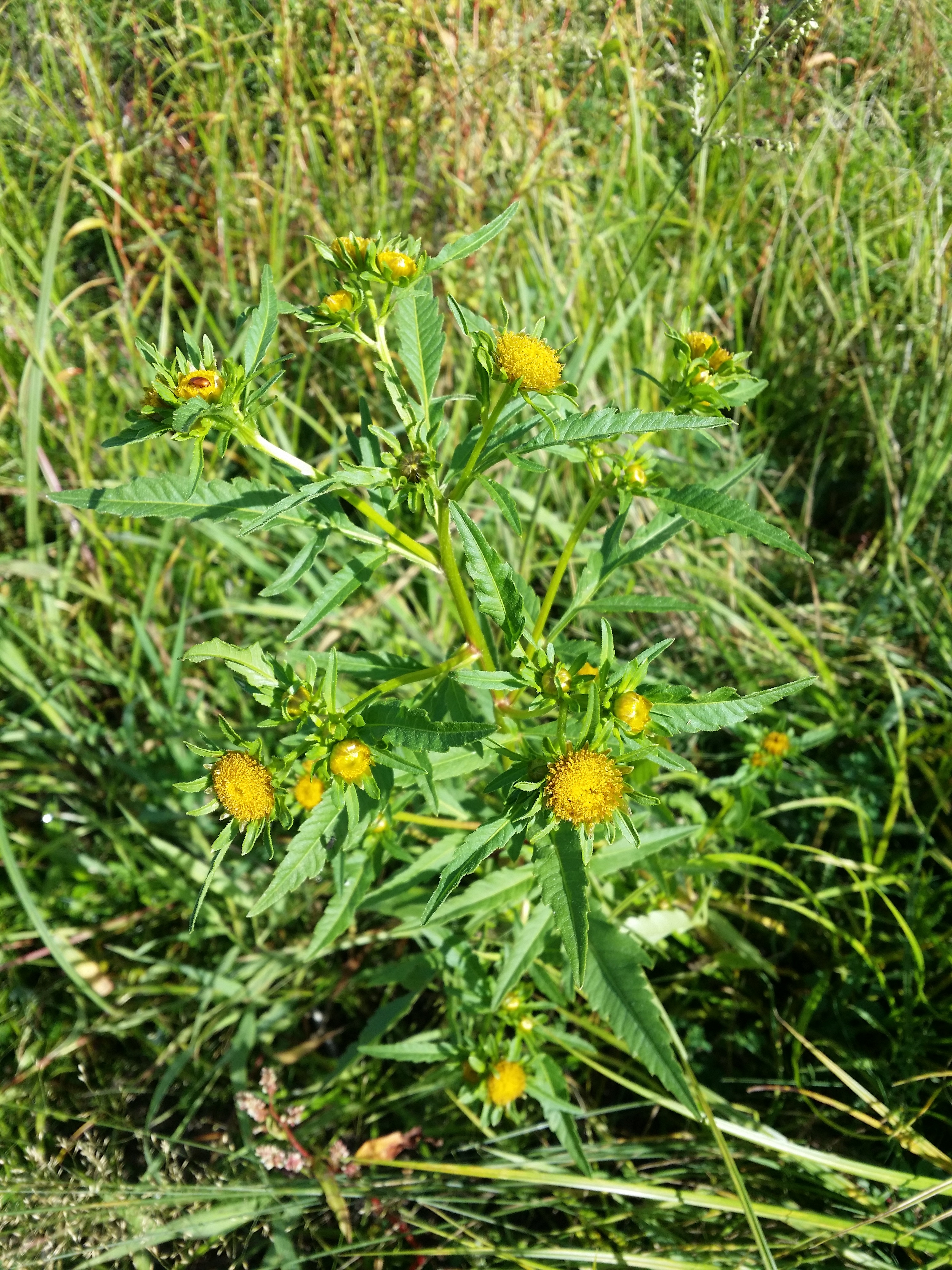
Pokrój

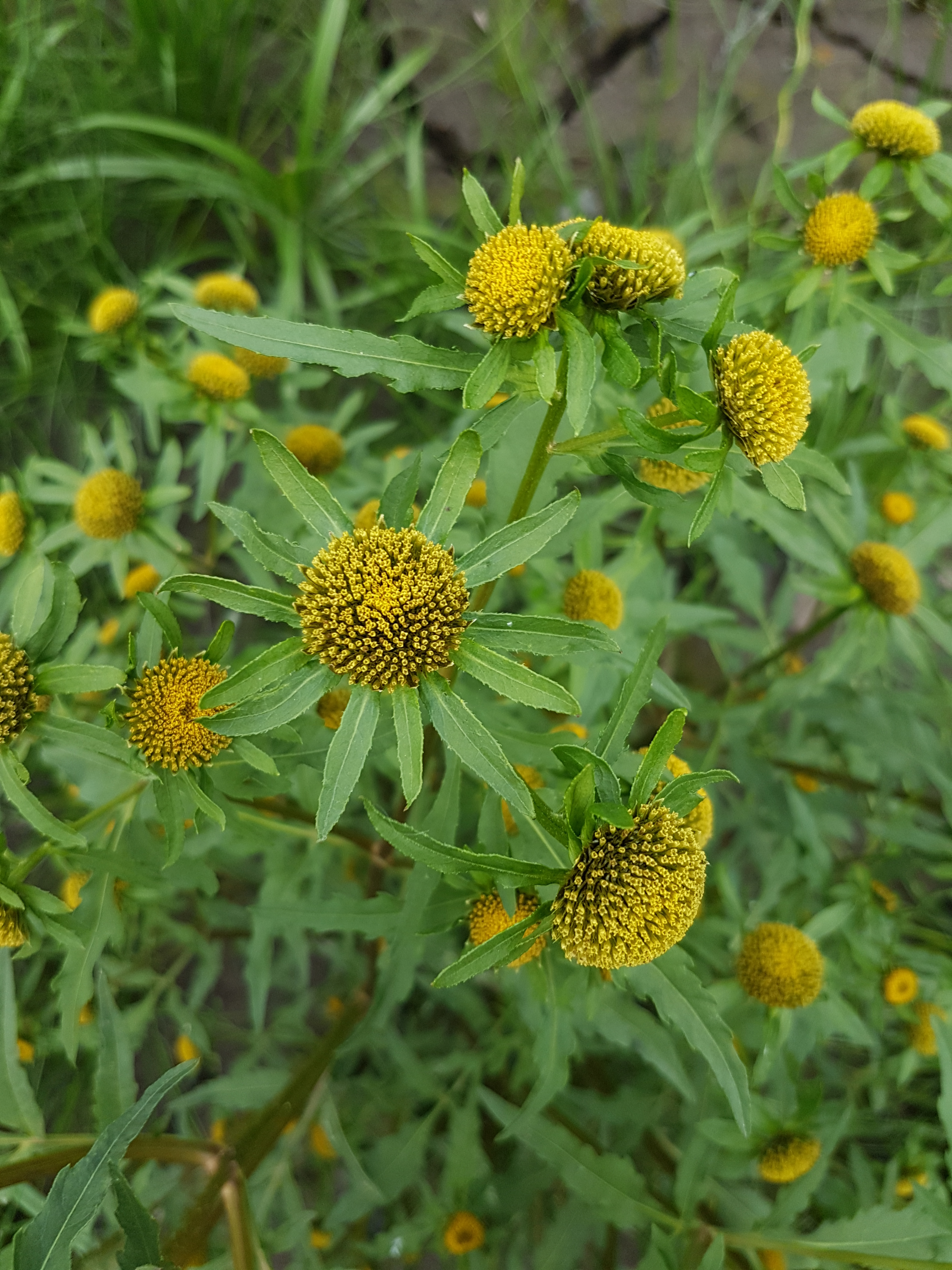
Kwiatostany

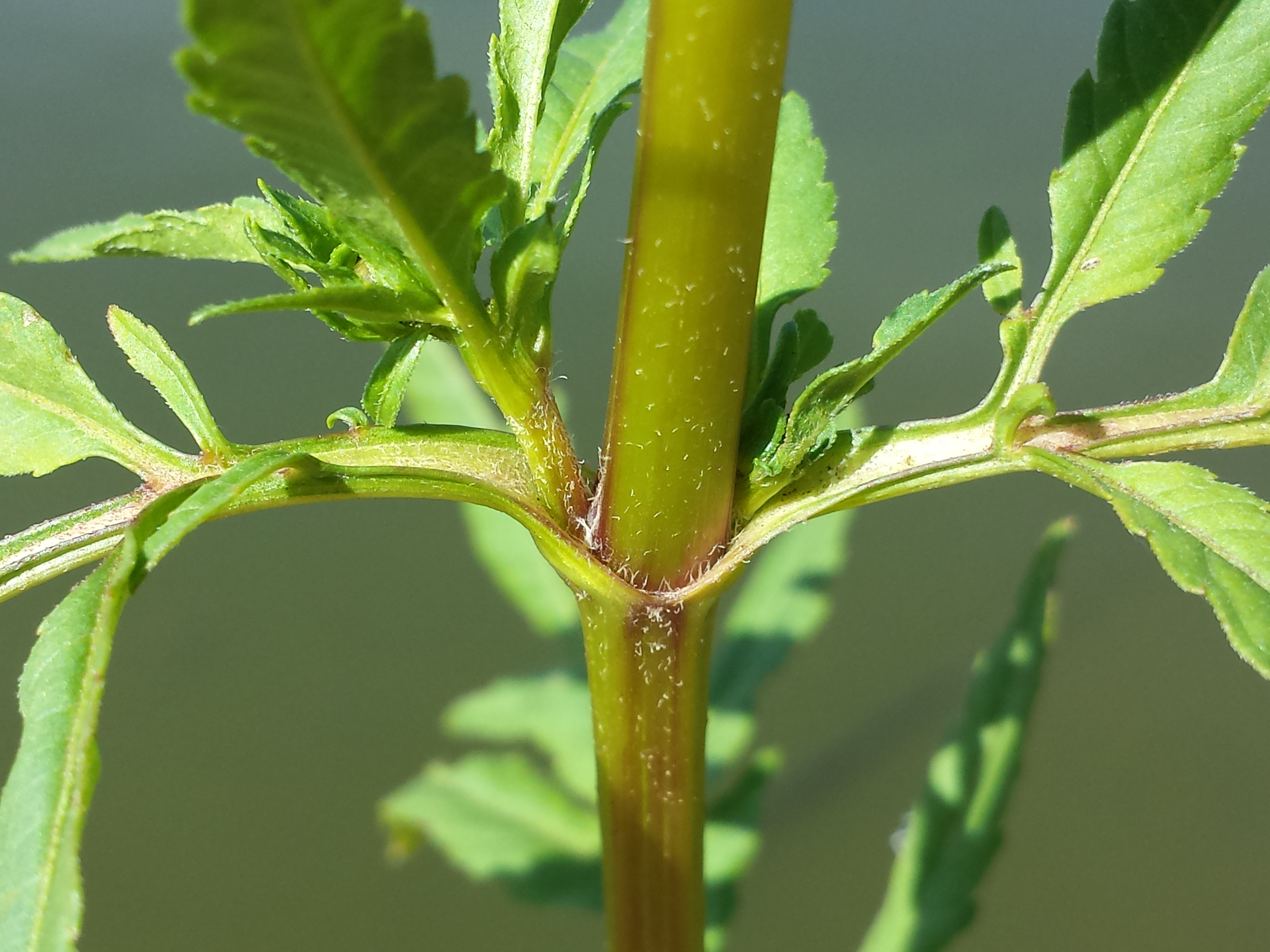
Nasada liści

PokrójRoślina zielna, żółtawozielona. Łodyga prosto wzniesiona, zwykle pojedyncza lub słabo w górze tylko rozgałęziona, osiągająca do 70 cm wysokości. Łodyga jest obła, delikatnie żebrowana, naga z wyjątkiem górnej części, gdzie występują nieliczne włoski.
LiścieZwykle trójdzielne, rzadziej pierzasto podzielone na 5 jajowato lancetowatych lub lancetowatych odcinków, z których szczytowy jest największy. Ogonek liściowy jest zawsze oskrzydlony, choć czasem wąsko. Brzeg blaski jest grubo i odlegle ząbkowany, ząbki zakończone są kończykiem skierowanym ku wierzchołkowi liścia.
KwiatyZebrane we wzniesione koszyczki osadzone pojedynczo na końcach krótkich szypuł, zazwyczaj szczecinkowato owłosionych. Czasem szypuły są tak krótkie, że na końcach pędów rozwija się kilka koszyczków zbliżonych do siebie. Koszyczki są dwa razy szersze niż wysokie, o średnicy ok. 2 cm. Zewnętrzne listki okrywy są dłuższe od koszyczka (osiągają do 3,5 cm długości), rozpostarte, w liczbie 8–12. Wewnętrzne listki okrywy są jajowate do równowąskich, do 8 mm długie. Plewinki w koszyczku wąskie, długości owocu. W koszyczku występują wyłącznie drobne kwiaty rurkowate barwy żółtopomarańczowej.
OwoceSpłaszczone, długości do 4 mm i szerokości do 2 mm, na końcu z dwiema nieco wygiętymi ośćmi. Cały owoc wraz z ośćmi pokryty skierowanymi do tyłu haczykowatymi szczecinkami. W jednym koszyczku powstaje nierzadko ponad 100 owoców.
Gatunki podobneSpośród spotykanych w środkowej Europie uczepów o liściach podzielonych uczep amerykański B. frondosa różni się nieoskrzydlonymi ogonkami, natomiast uczep trójlistkowy B. tripartita o ogonkach oskrzydlonych podobnie jak u tego gatunku, różni się koszyczkami podobnej szerokości i wysokości wspartymi mniejszą liczbą zewnętrznych listków okrywy (jest ich zwykle od 5 do 8).

## Biologia i ekologia
Roślina jednoroczna. Rośnie nad rzekami i w rowach. Kwitnie od lipca do września. Owoce przyczepiają się do sierści zwierząt, piór ptaków lub ubrań ludzi i w ten sposób rozsiewają się (zoochoria, antropochoria).
Rośnie w miejscach błotnistych na brzegach wód płynących i stojących oraz na dnie wysychających zbiorników lub stawów po spuszczeniu wody. Gatunek charakterystyczny klasy Bidentetea tripartiti. 

## Mieszaniec
Rośliny tego gatunku krzyżują się z uczepem trójlistkowym Bidens tripartita.